# Остерго
Остерго (др.-фриз. Aestergo, з.-фриз. Eastergoa) был одним из трёх регионов, из которых в средневековое время состояла нынешняя провинция Фрисландия. Первоначально этот регион был административной единицей Франкской империи, на что указывает часть слова -го (гау); позже Остерго был также одной из административных единиц Фрисландии.

## Гау

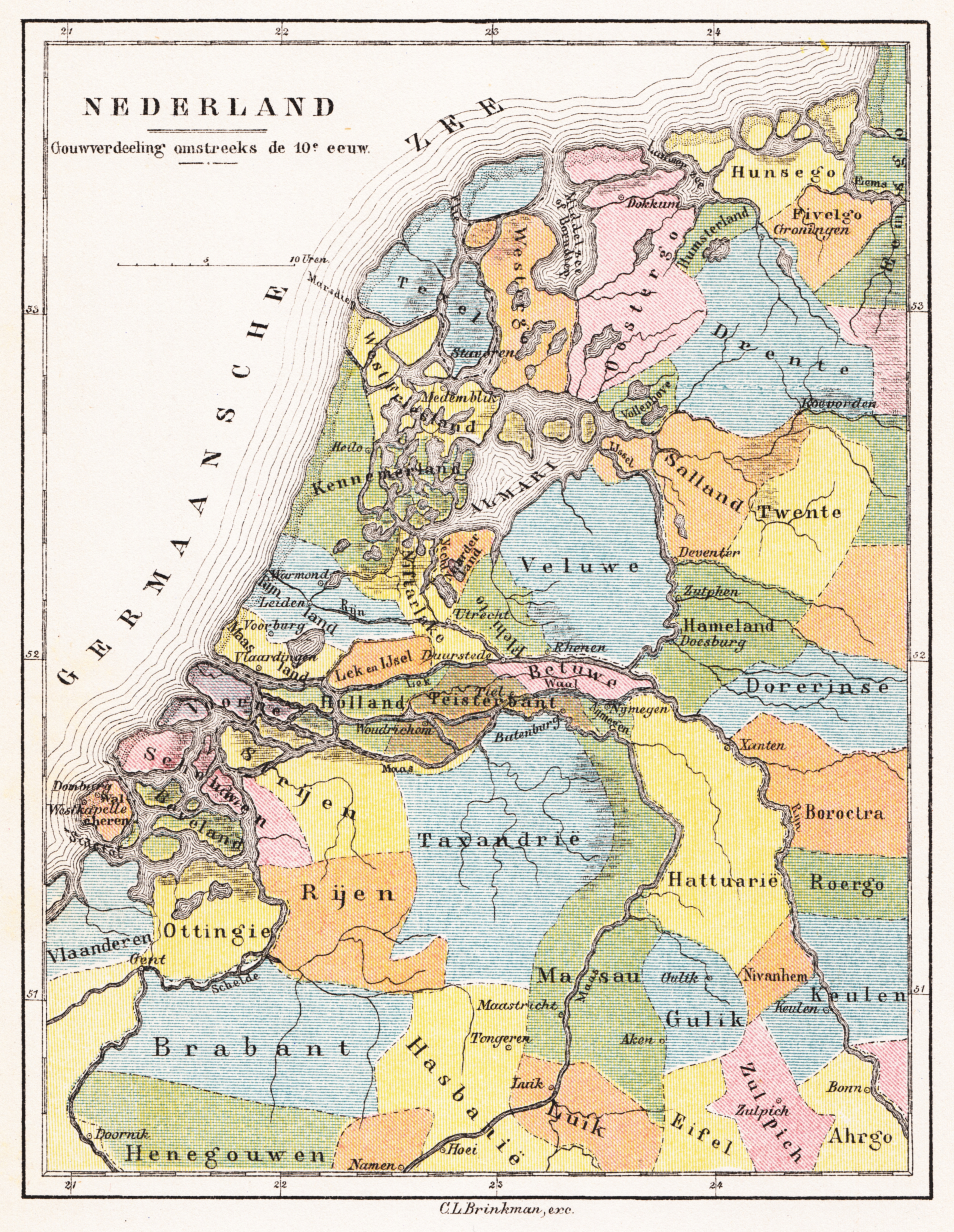
Административное деление Нижних Земель в X веке

Мидделзе разделял нынешнюю провинцию на две части. Таким образом, восточной частью был Остерго, западной частью — Вестерго, Зевенвауден располагался на юге и востоке, на границе с нынешними провинциями Флеволанд и Дренте. Береговая линия восточного региона в то время проходила через города Гаутюм, Леуварден и Стинс.
Это территориальное деление на гау восходит к временам Карла Великого. Дата, когда Карлом было основано гау Остерго, до сих пор неизвестна. Несомненно, Остерго существовал как графство в XI веке. Были найдены монеты, которые чеканились в Доккюме в то время, когда Бруно II был графом Остерго. Это также указывает на то, что Доккюм первоначально был столицей Остерго.
В IX веке Остерго правил граф Альбдаг. В 873 году жители Остерго сумели убить викинга Рудольфа Харальдсона и его людей, напавших на Остерго.
Около 1200 года н.э. Мидделзе с помощью богатых монастырей был отгорожен дамбами, и был осушён в течение нескольких сотен лет.